# Jan Bednarek (polityk)
Jan Paweł Bednarek (ur. 10 sierpnia 1955 w Główczycach) – polski polityk, przedsiębiorca, działacz sportowy, w latach 2008–2021 wiceprezes Polskiego Związku Piłki Nożnej, poseł na Sejm RP V kadencji.

## Życiorys

### Wykształcenie i praca zawodowa
Z wykształcenia technik instalacji sanitarnych. W 1975 ukończył Technikum Budowlane dla Pracujących Koszalińskiego Zjednoczenia Budownictwa. W latach 1976–1978 pracował jako inspektor zaopatrzenia w Spółdzielni Mieszkaniowej w Koszalinie. Od 1980 prowadzi własną działalność gospodarczą. Był właścicielem m.in. sklepu rybnego oraz firmy budowlanej.
W 1992 wszedł w skład władz Polskiego Związku Piłki Nożnej. Pełnił funkcję prezesa koszalińskiego OZPN, a od 2004 do 2021 kierował Zachodniopomorskim ZPN w Szczecinie. W 1995 wraz z bratem Zenonem reaktywował klub Bałtyk Koszalin, którym kierował do 1997. W październiku 2008 objął funkcję wiceprezesa zarządu PZPN ds. piłkarstwa amatorskiego, w październiku 2012 uzyskał reelekcję na kolejną kadencję. 28 października 2016 ponownie został wybrany na tę funkcję, sprawował ją do 2021.

### Działalność polityczna
Od 1997 działał w Akcji Wyborczej Solidarność. W wyborach samorządowych w 1998 bezskutecznie kandydował z listy AWS do rady miasta Koszalina. W 2001 przeszedł do Samoobrony RP. W latach 2002–2005 zasiadał w Sejmiku Województwa Zachodniopomorskiego.
W wyborach parlamentarnych w 2005 został wybrany na posła do Sejmu V kadencji z okręgu koszalińskiego liczbą 1102 głosów (w tym samym okręgu startował Andrzej Lepper). Zasiadał w Komisji Kultury Fizycznej i Sportu, Komisji Samorządu Terytorialnego i Polityki Regionalnej oraz Komisji Pracy.
We wrześniu 2007 wystąpił z Samoobrony RP i został posłem niezrzeszonym, nie kandydował w przedterminowych wyborach parlamentarnych.

## Odznaczenia
Odznaczony Srebrnym (2003) i Złotym (2012) Krzyżem Zasługi.